# Seznam osebnosti iz Občine Cerknica
Seznam osebnosti iz Občine Cerknica vsebuje osebnosti, ki so se tu rodile, delovale ali umrle.
Občina ima 65 naselij: Beč, Bečaje, Begunje pri Cerknici, Bezuljak, Bločice, Bloška Polica, Brezje, Cajnarje, Cerknica, Čohovo, Dobec, Dolenje Jezero, Dolenja vas, Dolenje Otave, Gora, Gorenje Jezero, Gorenje Otave, Goričice, Grahovo, Hribljane, Hruškarji, Ivanje selo, Jeršiče, Korošče, Koščake, Kožljek, Kranjče, Kremenca, Krušče, Kržišče, Laze pri Gorenjem Jezeru, Lešnjake, Lipsenj, Mahneti, Martinjak, Milava, Osredek, Otok, Otonica, Pikovnik, Pirmane, Podskrajnik, Podslivnica, Ponikve, Rakek, Rakov Škocjan, Ravne, Reparje, Rudolfovo, Selšček, Slivice, Slugovo, Stražišče, Sveti Vid nad Cerknico, Ščurkovo, Štrukljeva vas, Tavžlje, Topol pri Begunjah, Unec, Zahrib, Zala, Zelše, Zibovnik, Žerovnica in Župeno.

## Gospodarstvo
- Anton Debevec, gospodarstvenik  (1923, Ivanje selo – 2002, Vrhnika)
- Franc Braniselj, družbenopolitični delavec, gospodarstvenik in mineralog (1917, Cerknica – 2009, Škofja Loka)
- Josip Premrou, veletrgovec, industrialec, slovenski poslovnež in mecen  (1863, Martinjak – 1937, Gradec, Avstrija)
- Vladimir Logar, gospodarstvenik in politik (1920, Cerknica – 2008)

## Šolstvo
- Andrej Sežun, šolnik (1895, Žerovnica – 1960, Ljubljana)
- Anton Gaspari, učitelj, pesnik, pisatelj (1893, Selšček – 1985, Dovje)
- Ferdo Juvanec, šolnik, pesnik, glasbenik (1872, Sveti Vid nad Cerknico – 1941, Ljubljana)
- Iva Stiplovšek, umetnostna zgodovinarka, muzealka (1904, Cerknica – 2001, Brežice)
- Ivan Štrukelj, učitelj, urednik, organizator, pedagog (1880, Štrukljeva vas – 1952, Ljubljana)
- Metod Mervič, učitelj (1902 – 1942, Gorenje Otave)
- Milica Bergant, pedagoginja, visokošolska učiteljica (1924, Železniki – 2013, Cerknica)
- Milan Vošank, učitelj, alpinist, glasbenik, pisatelj, slikar, (1954, Slovenj Gradec – 2015, Cerknica)
- Štefka Prešeren, učiteljica (1906, Pulj – 1944, Sveta Ana nad Ložem)
- Viktor Šinkovec, učitelj (1909 – 1942, Gorenje Otave)

## Religija
- Aleksander Osojnik, duhovnik (1967, Ptuj –)
- Alojzij Štrukelj, duhovnik (1896, Štrukljeva vas – 1973, Novo Mesto)
- Andrej Kobav, duhovnik, redovnik, jezuit (1593, Cerknica – 1654, Trst)
- Andrej Likar, duhovnik, nabožni pesnik, nabožni pisatelj, kaplan, redoljub, služboval v Cerknici (1836, Spodnja Idrija – 1865, Polom)
- Anton Strle, duhovnik, prevajalec, profesor, teolog (1915, Osredek – 2003, Ljubljana)
- Frančišek Ksaverij Steržaj, duhovnik, pisatelj (1878, Rakek – 1922, Koprivnik v Bohinju)
- Frančišek Svetličič, duhovnik pesnik, služboval v Cerknici, napisal pesem Cerkniško jezero (1814, Idrija – 1881, Ljubljana)
- Gregor Cervič, duhovnik (? – 1694, Cerknica)
- Janez Bonač, duhovnik, prevajalec, nabožni pesnik, nabožni pisatelj (1832, Topol – 1863, Žužemberk)
- Janez Kebe, duhovnik (1942, Dolenja vas –)
- Janez Žerovnik, duhovnik (1958, Voglje –)
- Jože Debevec, teolog, pisatelj, prevajalec, urednik in literarni zgodovinar (1867, Begunje pri Cerknici, Cerknica – 1938, Ljubljana)
- Jože Vidic, duhovnik (1938, Besnica, Kranj – 2020, Jesenice)
- Jožef Krnc, duhovnik (1968 –)
- Tone Horvat, duhovni pomočnik (1936, Lipovci –)
- Vinko Šega, duhovnik, pisatelj, prelat (1917, Grahovo, Kranj – 2013, Ljubljana)

## Politika, uprava, pravo
- Adolf Obreza, politik, župan, trgovec, deželni poslanec, državni poslanec, posestnik (1834, Gorica, Italija – 1886, Cerknica)
- Janez Obreza, pravnik, pred. obč. sveta in nadzornega odbora občine Cerknica, novinar, urednik (časnik Slovenec), direktor vlad. urada, docent (1952, Cerknica -)
- France Arhar, pravnik, bančnik, politik, direktor, docent (1948, Ljubljana –)
- Gregor Kebe, domoznanski pisec, župan (1799, Dolenje jezero – 1885, Dolenje jezero)
- Iva Dimic, ekonomistka in političarka (1972 –)
- Ivan – Iztok Rakovec Turšič, narodni heroj, podpolkovnik, politični komisar (1922, Rakek – 1944, Lokve)
- Jakob Hren, politik (1830, Begunje pri Cerknici – 1924, Ljubljana)
- Jože Žakelj Krajc, partizan, komandir, politični delavec, španski borec, mornar (1903, Rakek – 1944, Rodež)
- Marko Rupar, župan, ekonomist (1954 –)
- Vladimir Benko, politolog (1917, Krško – 2011, Cerknica)

## Znanost
- Alojzij Knap, pilot, podporočnik (1904, Cerknica – 1933, Beograd)
- Anton Ambischel, filozof, fizik, matematik (1749, Cerknica – 1821, Bratislava, Slovaška)
- Lovre (Lovro) Mahnič, filolog (1832, Unec – 1866, Split, Hrvaška)
- Martin Knez, geolog, krasoslovec, spelolog, znanstveni svetnik zrc sazu, izredni profesor (1964, Ljubljana –)
- Milan Šerko, botanik, učitelj, naravoslovec (1881, Cerknica – 1965, Ljubljana)
- Oskar Bohm, mikrobiolog, veterinar, predavatelj, imunolog, spizootiolog (1921, Grahovo – 2013, Ljubljana)
- Slavko Petrič, raziskovalec, gozdar, inovator, projektant (1928, Lipsenj – 2021, Postojna)
- Snegulka Detoni, fizičarka, predavateljica, znanstvenica, jadralna pilotka (1921, Begunje – 2016, Ljubljana)
- Pavla Štrukelj, etnologinja, publicistka (1921, Štrukljeva vas – 2015, Ljubljana)

## Zdravstvo
- Alfred Šerko, zdravnik, psihiater, nevrolog, pedagog (1879, Cerknica – 1938, Ljubljana)
- Andrej Baraga, zdravnik, kirurg, travmatolog, univerzitetni profesor (1939, Rakek –)
- Ivan Carnelutti, farmacevt, lekarnar (? – 1951)
- Milan Žumer, zdravnik, profesor, nevrokirurg (1908, Cerknica – 2001, Ljubljana)
- Stanko Pušenjak, zdravnik (1895, Cven pri Ljutomeru – 1965, Cerknica)

## Informiranje
- Aljaž Červek, radijski voditelj (1993 –)
- Denis Avdić, radijski voditelj, policist. Nekaj časa je kot policist služboval na policijski postaji v Cerknici (1982, Gračanica, Bosna in Hercegovina –)
- Igor Gruden, novinar (1932, Unec – 2007, Dražgoše)
- Katarina Braniselj, novinarka
- Marko Škrlj, novinar

## Šport
- Janez Ožbolt, biatlonec (1970, Stari trg pri Ložu –)
- Jan Urbas, hokejist (1989, Postojna –)
- Miroslav Friderih Martinčič, planinec, notar (1849, Cerknica – 1936, Tuzla, Bosna in Hercegovina)
- Miroslav Steržaj, politik, gospodarstvenik, kegljač, svetovni prvak, evropski prvak, državni prvak (1933, Rakek – 2020, Rakičan)

## Vojska
- Alojz Pantar, borec Notranjskega odreda (1922 – 1944, Rakek)
- Alojz Popek, narodni heroj Jugoslavije (1920, Bezuljak – 1943, Žumberak)
- France Kremžar, domobranski poveljnik (1920, Ljubljana – 1943, Grahovo)
- Franc Lovšin, partizan (1902 – 1943, Rakek)
- Ludvik Lovko Bognar, prvoborec, revolucionar (? – 1944, Podskrajnik)
- Milka Popek, partizanka. Njen doprsni kip stoji v Bezuljaku (1922, Bezuljak – 1974)
- Rudolf Maister, pesnik, general, borec za severno mejo (1874, Kamnik – 1934, Unec)
- Tone – Maks Popek, prvoborec, brat Alojza Popka in Milke Popek (?, Bezuljak  – 1943)
- Vida Krošelj, partizanska borka (1934, Cerknica – 1942, Tolminski Lom)

## Kultura

### Glasba
- Filip Jakob Repež, organist, pesnik, skladatelj (1706, Cerknica – 1773, Stari trg pri Ložu)
- Fran Gerbič, skladatelj in pevec tenorist (1840, Cerknica – 1917, Ljubljana)
- Janez Kranjec, skladatelj, zborovodja, organist (1932, Topol – 2008, Topol)
- Jurij Textor, pevovodja, beležnik (1552, Cerknica – 1602, Vipava)
- Ljoba Jenče, pevka, pravljičarka in zbirateljica ljudskih pesmi (1960, Postojna –)
- Vera Adlešič, sopranistka, glasbena pedagoginja (1905, Cerknica – 1975, Ljubljana)

### Igra
- Ančka Levar, igralka (1929, Cerknica – 1995, Cerknica)
- Boris Kralj, igralec, pesnik, pisatelj (1929, Cerknica – 1995, Cerknica)
- Ivan Levar, igralec, pedagog, operni pevec, baritonist (1888, Rakek – 1950, Ljubljana)

## Umetnost

### Slikarstvo
- Franjo Sterle, slikar, risar (1889, Dolenja vas – 1930, London)
- Jakob Mikše, podobar, slikar (1789, Cerknica – 1864, Cerknica)
- Lojze Perko, slikar (1909, Stari trg pri Ložu – 1980, Ljubljana)
- Maksim Gaspari, slikar (1883, Selšček – 1980, Cerknica)
- Martin Mikše, podobar, slikar (1760, Cerknica – 1864, Cerknica)
- Marko Šuštaršič, slikar (1927, Cerknica – 1976, Ljubljana)
- Milan Rot, akademski slikar (1940, Begunje pri Cerknici – 2015)
- Tomaž Izidor Perko, slikar (1947, Ljubljana –)

### Kiparstvo
- Milena Braniselj, akademska kiparka, grafičarka, risarka (1951, Cerknica –)

### Fotografija
- Jože Žnidaršič, fotograf (1925, Cerknica – 2021, Cerknica)
- Jože Žnidaršič, fotograf (1966 –)
- Štefan Bogovič, fotograf, zaposlil se je na kadrovskem oddelku na Brestu v Cerknici (1930, Brežice – 1991)

### Arhitektura
- Marijan Božič, arhitekt, projektant športnih objektov (1926, Ljubljana – 2008, Cerknica)

## Osebnosti od drugod

### Gospodarstvo
- Henrik Schollmayer – Lichtenberg, gozdarski strokovnjak, gospodarstvenik. Bil je član kuratorija obrtne šole v Cerknici (1860, Althofen, Avstrija – 1930, Markovec)

### Šolstvo
- Frnac Peruzzi, arheolog, učitelj. Služboval kot šolski pomočnik v Cerknici (1824, Brezovica pri Ljubljani – 1899, Vače)
- Gertruda Zigmund, učiteljica, zborovodkinja. Na osnovnih šolah v Cerknici, Rakeku, Grahovem in Novi vasi je poučevala glesdbeni pouk. Po upokojitvi vodi ženski pevski zbor Lipa pri Društvu upokojencev Cerknica. (1940, Ljubljana –)
- Marjan Simčič, kulturni delavec, raziskovalec, visokošolski učitelj. Živel je v Cerknici (1960, Postojna – 2016, Ljubljana)
- Urška Lavrentič Štangar, kemičarka, predavateljica. Živela je v Cerknici (1967, Postojna –)

### Religija
- Alfonz Levičnik, katehetski pisec, duhovnik. V Cerknici je deloval kot kaplan (1869, Planina – 1966, Kranj)
- Alojzij Peterlin, pesnik, duhovnik, učitelj. Služboval je kot učitelj na osnovni šoli v Begunjah nad Cerknico (1872, Kamnik – 1943, Ljubljana)
- Anton Domicelj, politik, publicist, duhovnik. Služboval je tudi v Cerknici (1834, Zagorje – 1892, Šempeter pri Gorici)
- Franc Jager, duhovnik, profesor, čebelar, kmetovalec. Živel je v Ivanjem selu, kjer se je naučil osnov sadjarstva in čebelarstva (1869, Vrhnika – 1941, Aleksandria, Lousianna, ZDA)
- Frnac Pengov, naravoslovec, duhovnik. Kot kaplan je služboval v Cerknici (1876, Pšata – 1954, Ljubljana)
- Frančišek Kosmač, duhovnik, redovnik, jezuit. Kot kaplan je med drugim deloval tudi v Sv. Vidu nad Cerknico (1817, Jesenice – 1866, Gradec, Avstrija)
- Frančišek Krek, pesnik, duhovnik. V Cerknici je deloval kot kaplan (1858, Selca – 1921, Vranja Peč)
- Gothard Rott, glasbenik, duhovnik. V Cerknici je deloval kot kaplan, kjer se je tudi glasbeno udejstvoval (1852, Ljubljana – 1929, Dobrnež)
- Ivan Knific, potopisec, duhovnik. V Cerknici je služboval kot kaplan (1875, Hraše – 1950, Ljubljana)
- Janez Bedenčič, duhovnik, nabožni pisatelj. Nekaj časa je kaplanoval v Cerknici (1777, Ljubljana – 1843, Kranj)
- Janez Evangelist Mauring, pisatelj, duhovnik. Kot kaplan je služboval v Sv. Vidu nad Cerknico (1864, Višnja Gora – 1927, Višnja Gora)
- Janez Pucelj, pesnik, prevajalec, duhovnik. Služboval je kot kaplan v Cerknici (1890, Ribnica – 1934, Ljubljana)
- Jernej Pavlin, stenograf, nabožni pisatelj, duhovnik. Služboval kot kaplan v Cerknici (1881, Naklo – 1963, Stična)
- Jožef Erker, liturgik, duhovnik, kanonik. V Cerknici je služboval kot kaplan (1851, Stara Cerkev – 1924, Kočevje)
- Jožef Rome, časnikar, duhovnik. V Cerknici je služboval kot kaplan (1848, Višnja Gora – 1933, Novo Mesto)
- Jožef Rozman, nabožni pisatelj, duhovnik. V Cerknici je služboval kot kaplan (1801, Ljubno – 1981, Trebnje)
- Martin Končnik, duhovnik. V Cerknici je služboval kot kaplan (1841, Nevlje – 1891, Cerklje ob Krki)
- Valentin Plemel, botanik, duhovnik. Služboval je kot kaplan v Cerknici (1820, Bled – 1875, Jesenice

### Politika, uprava, pravoZnanost
- Anton Levec, pravnik, sodnik, pisatelj. Deloval kot pomočnik notarja v Cerknici (1852, Radomlje – 1936, Ljubljana)
- Etbin Henrik Costa, pravnik, pisatelj, politik, župan. Udeležil se je političnega tabora v Cerknici, kjer je nastopil tudi kot govornik (1832, Novo mesto – 1875, Ljubljana)
- Evgenij Ravnihar,pravnik, politik (1890, Ljubljana – 1949, Beograd, Srbija)

### Znanost
- Franc Anton Steinberg, zemljemerec, kartograf, politehnik, rudar in slikar. Napisal je Temeljito poročilo o na Notranjskem ležečem Cerkniškem jezeru (1684, Kalec pri Zagorju – 1765, Ljubljana)
- Ivan Sbrizaj, inžeir, hidrotehnik. Napisal je strokovni članek Kraški svet in kraške vode ter imel o tem leta 1906 predavanje v Cerknici (1866, Senožeče – 1964, Ljubljana)

### Zdravstvo
- Božidar Lavrič, zdravnik, častnik, komunist in prvoborec. Po njem se imenuje zdravstveni dom v Cerknici (1899, Nova vas – 1961, Ljubljana)

### Informiranje
- Matevž Podjed, novinar, direktor Notranjskega regijskega parka

### Šport
- Damijan Kandare, športnik, strelec. V Cerknici vodi strelski krožek (1972, Postojna –)
- Gregor Pokleka, košarkar, trener, kegljač, občinski svetnik. Živi v Cerknici (1970, Ljubljana –)
- Mitja Gornik, športnik, kegljač. Nastopal je za Kegljaški klub Brest Cerknica (1983, Postojna –)
- Tina Potokar, športnica, kegljačica. Bila je članica kegljaškega kluba Cerknica (1984, Postojna –)

### Vojska
- Janko Rudolf, narodni heroj, politični delavec. Osnovno šolo je obiskoval v Begunjah pri Cerknici (1914, Križ – 1997, Ljubljana)

### Glasba
- Franc Jelinčič, skladatelj, glasbeni pedagog, magister kompozicije. Živi in ustvarja na Rakeku  (1937, Lož –)
- Igor Matković, profesor, skladatelj, jazzovski trobentač, klaviaturist, (1983, Ljubljana –)
- Katarina Juvančič, kantavtorica, glasbena publicistka, antropologinja. Živela je v Begunjah (1977, Ljubljana –)
- Leopold Belar, glasbenik, skladatelj. Kot učitelj je služboval tudi v Cerknici (1828, Idrija – 1899, Ljubljana)

### Igra
- Gorazd Logar, igralec. Živel je v Cerknici (1968, –)
- Marijana Brecelj, igralka. Občasno živi v Grahovem v rojstni hiši matere Ančke Levarjeve, ki je bila prav tako igralka (1946, Ljubljana –)

### Slikarstvo
- Bojan Klančar, slikar, akademski grafik. Živi v Topolu pri Begunjah (1954, Maribor –)
- David Kovačič, slikar, profesor likovne umetnosti. Živi in ustvarja na Rakeku. Je član Društva notranjskih kulturnikov Krpan (1971, Ljubljana –)
- Marjan Manček, ilustrator, karikaturist, stripar, filmski animator. Živi in ustvarja v Selščku (1948, Novo Mesto –)
- Mitja Manček, karikaturist, stripar, filmski animator. Delavnice v povezavi z animiranim filmom predstavlja po šolah na Notranjskem (1987, Postojna –)
- Nana Homovec, ilustratorka, slikarka. Živi in ustvarja na Rakeku (1990, Postojna –)
- Pavel Künl, akademski slikar. Za Cerknico je naslikal štiri slike (1817, Mlada Boleslav, Češka – 1871, Ljubljana)*Simon Ogrin, slikar. Poslikal je cerkvico v Sv. Vidu nad Cerknico (1851, Vrhnika – 1930, Vrhnika)

### Kiparstvo
- Stojan Batič, kipar. Naredil je kip učiteljice Štefke Prešeren, ki stoji v Bezuljaku (1925, Trbolje – 2015, Ljubljana)

### Fotografija
- Andreja Peklaj, fotografinja, izdala fotomonografijo Cerkniško jezero (1948, Vikrče –)

### Arhitektura
- Saša Sedlar, arhitekt. Naredil je generalne in detajlne urbanistične načrte Cerknice (1913, Krško – 1975, Ljubljana)